# Krásná, Frýdek-Místek
Krásná là một làng thuộc huyện Frýdek-Místek, vùng Moravskoslezský, Cộng hòa Séc.